# امامزاده سراءالدین عسگر
امامزاده سراءالدین عسگر مربوط به دوره صفوی است و در شهرستان تیران و کرون، بخش کرون، دهستان کرون علیا، روستای عسگران واقع شده و این اثر در تاریخ ۶ اسفند ۱۳۸۵ با شمارهٔ ثبت ۱۷۴۷۹ به‌عنوان یکی از آثار ملی ایران به ثبت رسیده است.